# One pot pasta

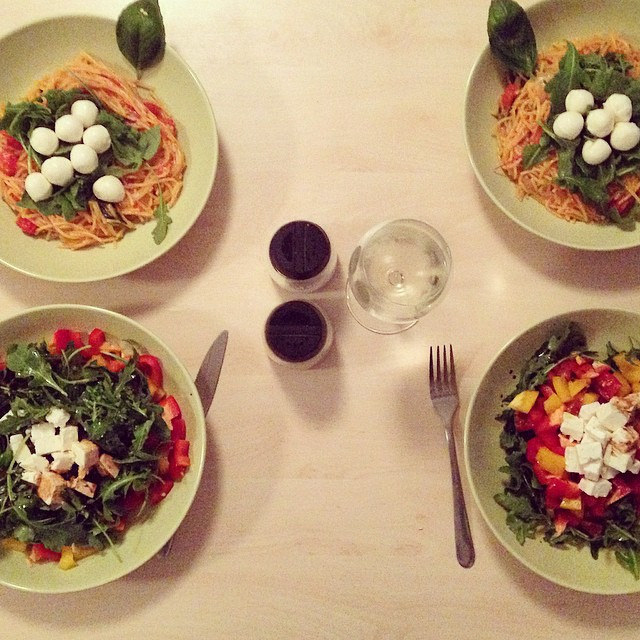
One pot pasta servi.

Le one pot pasta (littérarement « pâtes cuites dans une cocotte ») est une technique culinaire de cuisson des pâtes — et, par extension un ensemble de recettes — partagée notamment sur les réseaux sociaux et popularisée par Martha Stewart.
Cette technique signifie cuire tous les ingrédients d’un plat de pâtes dans une seule cocotte ou casserole.